# Vedeževalčevo plačilo (Giorgio de Chirico)
Vedeževalčevo plačilo je slika iz leta 1913 italijanskega slikarja Giorgia de Chirica. Zdaj je v Muzeju umetnosti v Filadelfiji kot del stalne zbirke. Leta 1950 so jo pridobili kot eno od tisoč predmetov, ki sta jih ustanovi podarila Walter in Louise Arensberg. Delo je bilo ustvarjeno v Franciji s postopkom 'kvadratiranja', v katerem je Chirico narisal različico dela, razdeljenega na devet kvadratov in nato uporabil ta osnutek za hitro ustvarjanje razkošne slike.

## Predmet
Delo prikazuje prazen mestni trg, ponavljajoč se motiv v delih Chirica. Ima tudi lokomotivo v ozadju, še en ponavljajoč se motiv, ki ga najdemo tudi v Le Rêve Transformé in Gare Montparnasse (Melanholija odhoda).
Kip v središču slike naj bi predstavljal Ariadno, ki je bila hči Minosa, kralja Krete. who was the daughter of Minos, King of Crete. Pomagala je Tezeju pri begu iz Labirinta, vendar jo je pozneje zapustil na otoku Naksos. Tako kot lokomotiva in prazen trg se tudi Ariadna pojavlja na drugih Chiricovih slikah.

## Zgodovina
Vedeževalčevo plačilo je trenutno v lasti Filadelfijskega muzeja umetnosti in je bila tam prvič prikazana leta 1954. Prvotno je visela na domu družine Arensberg, kjer je navdihnila Philipa Gustona, da je postal slikar. Odkar jo je prevzel sedanji lastnik, je bila prikazan drugje, med drugim dvakrat v zbirki moderne italijanske umetnosti Estorick leta 2003 in ponovno leta 2014 ter na Inštitutu za sodobno umetnost leta 2007.